# Jean Nouvel

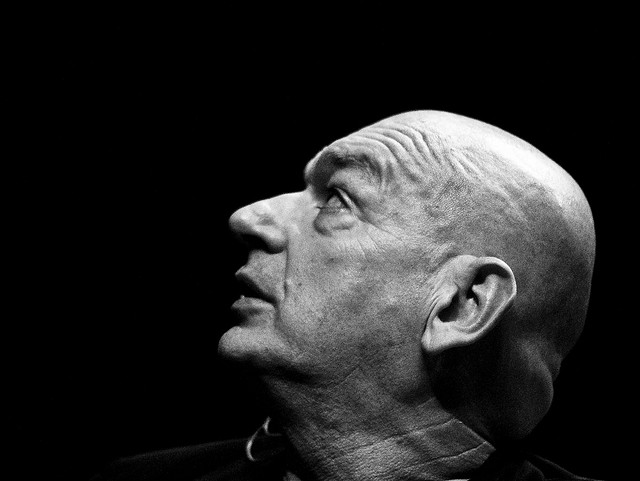
Jean Nouvel (2009)

Jean Nouvel (Fumel, 12 augustus 1945) is een Frans architect. 

## Carrière
Jean Nouvel is een zoon van Reneé en Roger Nouvel. Hij moest vaak verhuizen vanwege zijn vaders werk. Zijn ouders wilden dat hij wiskunde en een taal ging studeren. Zelf wilde hij graag kunst studeren. Ze vonden een middenweg door Nouvel architectuur te laten studeren. Ze vonden dat minder riskant dan kunst. Nouvel studeerde aan de École des Beaux-Arts in Parijs. 
Van 1967 tot 1970 verdiende hij geld door als assistent te werken bij de architecten Claude Parent en Paul Virilio, die hem na een jaar projectmanager maakte van de bouw van een groot appartementencomplex. In 1975 opende hij zijn eigen bedrijf en deed aan verschillende wedstrijden mee. In de loop van zijn carrière heeft hij veel prijzen gekregen en is zijn werk ook een aantal keer tentoongesteld. Nadat hij zijn bedrijf had geopend, heeft Nouvel gewerkt om een stijl te creëren die gescheiden is van modernisme en post modernisme. Hij begon elk project zonder al van tevoren bedachte ideeën. Ook al kan hij terug vallen op traditionele vormen, creëert hij een gebouw dat afwijkt van de traditionele vormen.
Nouvel vindt het belangrijk dat het gebouw dat hij ontwerpt harmonieus is met zijn omgeving en locatie. Hoewel Nouvel samenhang probeert te creëren is er een zekere continuïteit te zien van het een naar het andere gebouw. In bijna al zijn gebouwen laat Nouvel steeds weer een samenspel zien van transparantie, schaduw en licht.
Hij heeft inmiddels wereldwijd meer dan 80 gebouwen op zijn naam staan.
In 2008 won hij de Pritzker Prize.

## Belangrijke werken

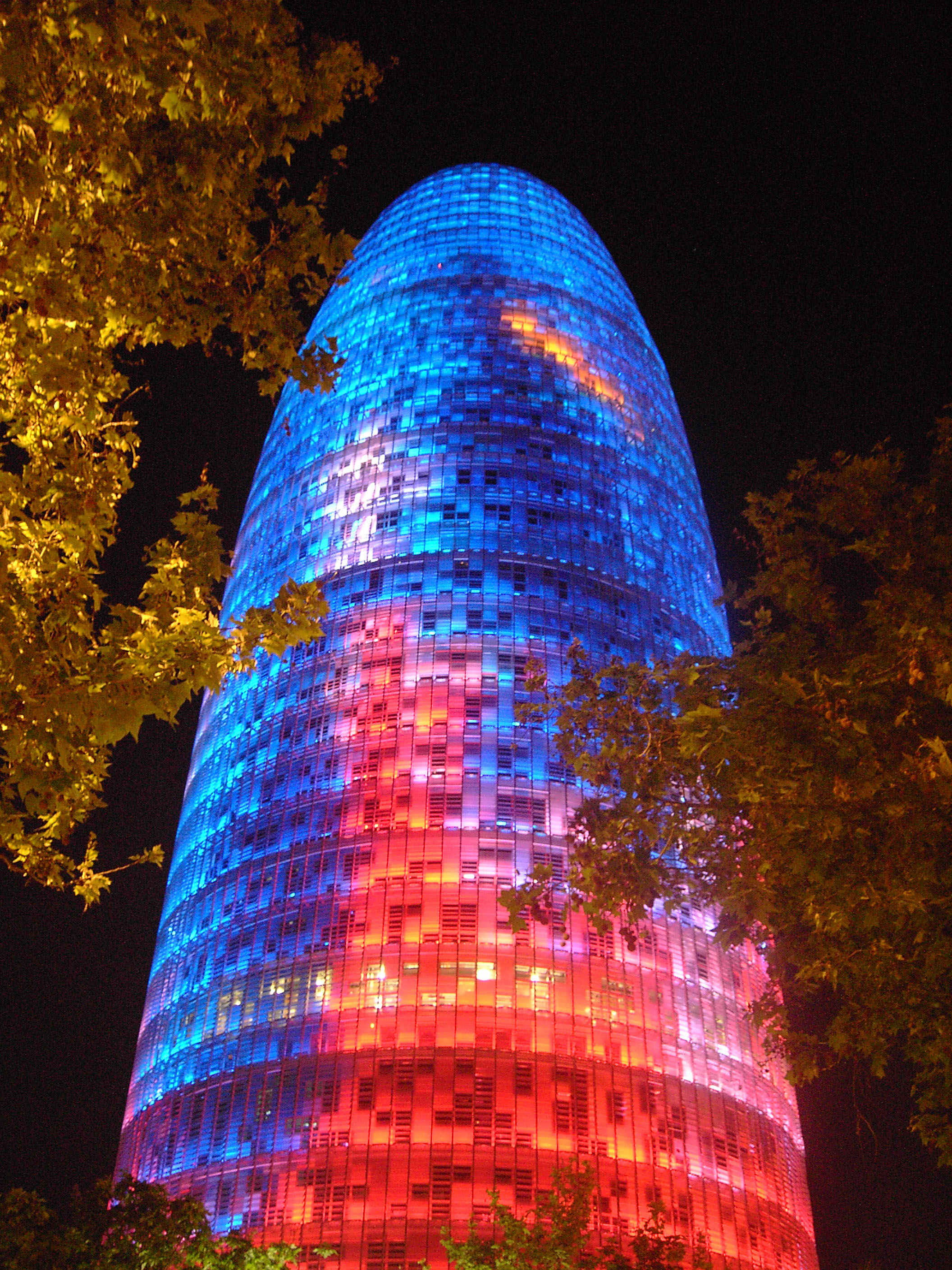
Torre Glòries (voorheen Torre Agbar), Barcelona

- 1981-1987: Institut du monde arabe, Parijs
- 1986-1994: Uitbreiding van de Opera van Lyon, Lyon
- 1999-2002: Gasometer, Wenen
- 2001: Uitbreiding van het Museo Nacional Centro de Arte Reina Sofía, Madrid
- 2001-2003: Torre Glòries (Torre Agbar), Barcelona
- 2006: Musée du quai Branly, Parijs
- 2007-2015: Philharmonie de Paris
- 2009-2017: Louvre Abu Dhabi
- 2014-2018: Tour La Marseillaise
- 2016-2022: Tour Hekla

## Privé
Hij heeft in zijn leven 3 vrouwen gehad waaruit hij in totaal 3 kinderen heeft, twee jongens en een meisje.